# Ushiku
Ushiku (japanska: 牛久市 ?, Ushiku-shi) är en stad i Ibaraki prefektur i Japan. Staden fick stadsrättigheter 1986.